# Се (кантон)
Се (фр. Sées) — кантон во Франции, находится в регионе Нормандия, департамент Орн. Входит в состав округа Алансон.

## История
До 2015 года в состав кантона входили коммуны: Бельфон, Ла-Феррьер-Беше, Ла-Шапель-пре-Се, Ле-Буйон, Масе, Нёвиль-пре-Се, Ноф-су-Эссе, Ону-сюр-Орн, Се, Сен-Жерве-дю-Перрон, Сент-Илер-ла-Жерар, Танвиль и Шайуэ.
В результате реформы 2015 года состав кантон был изменен. В его состав вошли отдельные коммуны упраздненных кантонов Карруж, Мель-сюр-Сарт и Мортре.
С 1 января 2016 года состав кантона снова изменился: коммуны Мармуйе и Нёвиль-пре-Се вошли в состав коммуны Шайуэ.
1 января 2019 года коммуна Сент-Илер-ла-Жерар вошла в состав коммуны Монтре.

## Состав кантона с 1 января 2016 года
В состав кантона входят коммуны (население по данным Национального института статистики за 2018 г.):
- Альманеш (691 чел.)
- Бельфон (204 чел.)
- Буассе-ла-Ланд (127 чел.)
- Буатрон (356 чел.)
- Ла-Бельер (128 чел.)
- Ла-Феррьер-Беше (241 чел.)
- Ла-Шапель-пре-Се (455 чел.)
- Ле-Буйон (169 чел.)
- Ле-Серкёй (135 чел.)
- Ле-Шато-д'Альманеш (204 чел.)
- Масе (388 чел.)
- Медави (153 чел.)
- Монмерре (514 чел.)
- Монтре (1 160 чел.)
- Ноф-су-Эссе (211 чел.)
- Ону-сюр-Орн (265 чел.)
- Се (4 193 чел.)
- Сен-Жерве-дю-Перрон (367 чел.)
- Танвиль (232 чел.)
- Франшвиль (146 чел.)
- Шайуэ (886 чел.)

## Политика
На президентских выборах 2022 г. жители кантона отдали в 1-м туре Марин Ле Пен 31,2 % голосов против 28,8 % у Эмманюэля Макрона и 12,8 % у Жана-Люка Меланшона; во 2-м туре в кантоне победил Макрон, получивший 50,7 % голосов. (2017 год. 1 тур: Марин Ле Пен – 27,2 %, Франсуа Фийон – 25,1 %, Эмманюэль Макрон – 20,1 %, Жан-Люк Меланшон – 12,5 %; 2 тур: Макрон – 57,4 %. 2012 год. 1 тур: Николя Саркози — 29,9 %, Марин Ле Пен — 23,1 %, Франсуа Олланд — 22,1 %; 2 тур: Саркози — 55,6 %).
С 2015 года кантон в Совете департамента Орн представляют бывший член совета города Се Жослин Бенуа (Jocelyne Benoit) (Разные левые) и бывший мэр коммуны Монмерре Клод Дюваль (Claude Duval) (Социалистическая партия).
|                | Кандидаты                               | Партия                   | Первый тур | Первый тур     | Второй тур | Второй тур |
| Кол-во голосов | Кандидаты                               | Партия                   | % голосов  | Кол-во голосов | % голосов  |            |
| -------------- | --------------------------------------- | ------------------------ | ---------- | -------------- | ---------- | ---------- |
|                | Жослин Бенуа Клод Дюваль                | Разные левые             | 1 614      | 52,30          | 1 894      | 63,54      |
|                | Каролин Коллиньон Мостефа Мааши         | Разные центристы         | 1 017      | 32,96          | 1 087      | 36,46      |
|                | Жан-Батист Домингес Клер-Эмманюэль Гоэр | Национальное объединение | 455        | 14,74          |            |            |

|                | Кандидаты                     | Партия             | Первый тур | Первый тур     | Второй тур | Второй тур |
| Кол-во голосов | Кандидаты                     | Партия             | % голосов  | Кол-во голосов | % голосов  |            |
| -------------- | ----------------------------- | ------------------ | ---------- | -------------- | ---------- | ---------- |
|                | Жослин Бенуа Клод Дюваль      | Разные левые       | 1 496      | 34,75          | 2 210      | 54,65      |
|                | Стельян Бетфор Дамьен Роже    | Разные правые      | 1 047      | 24,32          | 1 834      | 45,35      |
|                | Бенжамен Бриан Каролин Удайе  | Национальный фронт | 923        | 21,44          |            |            |
|                | Анник де Стоплер Кристиан Лер | Разные правые      | 839        | 19,49          |            |            |